# Таормино, Тристан
Тристан Таормино (англ. Tristan Taormino; род. 9 мая 1971[…], Сайоссет, Нью-Йорк) — американский феминистский автор, обозреватель, секс-педагог, активист, редактор, оратор, радиоведущая и порнографический режиссёр. Наиболее известна своей книгой «Открытие: Руководство по созданию и поддержанию открытых отношений», которую часто рекомендуют как руководство для начинающих по полиамории и немоногамии.

## Биография
Тристан — единственный ребёнок Джудит Беннетт Пинчон и Уильяма Дж. Таормино. По материнской линии она является потомком Уильяма Пинчона, одного из первых англо-американских поселенцев. Она также племянница писателя Томаса Пинчона. Её родители развелись до того, как ей исполнилось два года, когда отец совершил каминг-аут как гей. Её воспитывала в основном мать. Тристан поддерживала тесные отношения со своим отцомдо его смерти от СПИДа в 1995 году. Таормино училась в средней школе Сейвилла на Лонг-Айленде и была отличницей своего выпускного класса. Она окончила Phi Beta Kappa со степенью бакалавра по американистике в Уэслианском университете в 1993 году.
Ребекка Уиснант, профессор и заведующая кафедрой философии Дейтонского университета утверждает, что работы Таормино представляют собой ориентированное на прибыль «феминистское порно» в рамках основной порноиндустрии, основанное на скудных концепциях феминизма и сексуальной этики.
Таормино читала лекции во многих колледжах и университетах, где она выступала по вопросам геев и лесбиянок, сексуальности и гендера, а также феминизма. Некоторые из её выступлений вызвали споры, как то в Университете Северной Каролины в Гринсборо в 2004 году,, Принстоне и Университете штата Орегон в 2011 году, где администрация отозвала её приглашение в качестве основного докладчика на конференции Modern Sex. В Интернете поднялся огромный шум, и многие обвинили OSU в антисексуальной предвзятости. Инцидент привлёк внимание национальных СМИ. В конце концов, студенты собрали средства и сами повторно пригласили её.

## Личная жизнь
Таормино использует термины «квир» и «дайк» для описания своей сексуальной идентичности . В прошлом она также заявляла: «Я на самом деле не идентифицирую себя с ярлыком „бисексуал“, и мне не кажется, что он точно описывает меня… Я считаю себя квиром, поскольку квир для меня — это не только то, кого я люблю или вожделею, но и моя культура, мое сообщество и мои политические взгляды. Правда в том, что даже если бы я была с гетеросексуальным парнем, я бы была квир-дайком».